# Розрив меніска

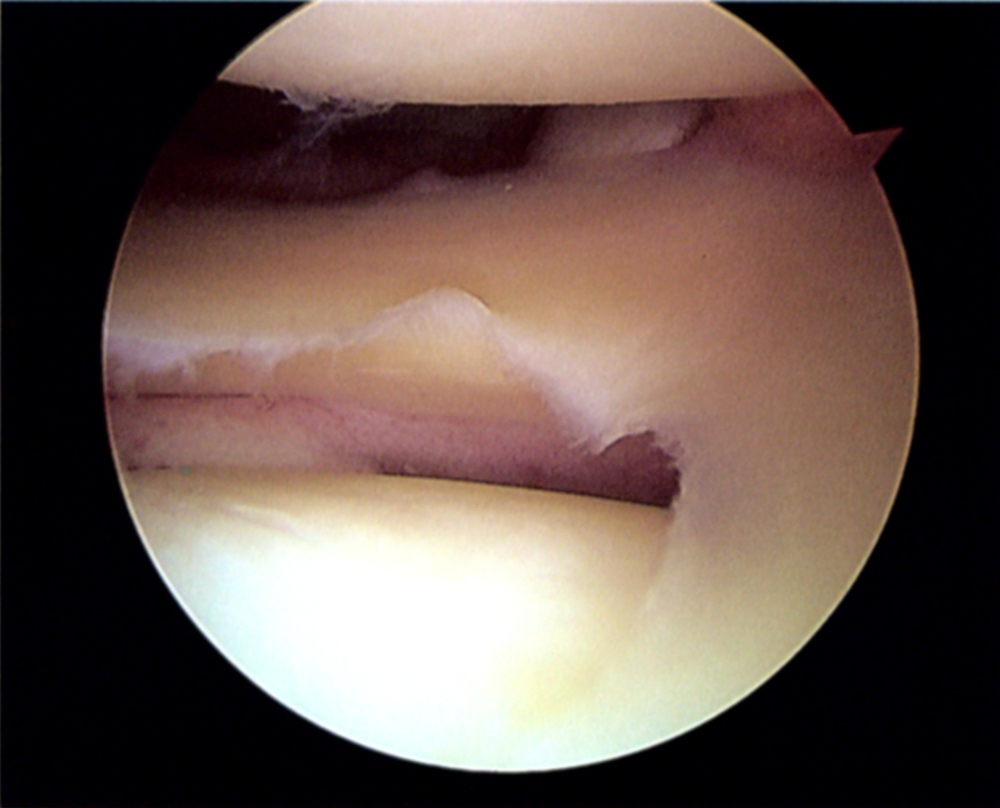
Артроскопія колінного суглоба. Збільшене зображення розриву медіального меніска. Розрив починається в центрі ліворуч зображення, простягається до центру зображення та продовжується до нижньої середини зображення. Пероподібні структури є фрагментами хряща.

Розрив меніска — узагальнена назва травматичного або дегенеративно-дистрофічного пошкодження меніска (або менісків) колінного суглоба. У молодому віці пошкодження менісків частіше зустрічається під час занять активними видами спортом. У людей старшого віку через те, що меніски менш еластичні, вони можуть пошкоджуватись через дистрофічні зміни у суглобі (остеоартроз) та через дегенеративні зміни безпосередньо у менісках. У більшості випадків, пошкодження менісків потребують артроскопічного оперативного лікування.
Розриви меніска є одними з найпоширеніших травм коліна.

## Особливості будови меніска

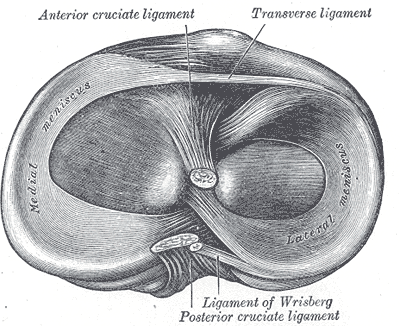
Вигляд зверху на плато великогомілкової кістки, де видно латеральний та медіальний меніск а також місця прикріплення зв'язок колінного суглоба

Латеральний і медіальний меніски є волокнисто-хрящовими структурами у формі півмісяця, які разом покривають приблизно 70 % суглобової поверхні плато великогомілкової кістки і головним чином виконують функцію передачі навантаження та амортизації ударів через великогомілково-стегновий суглоб.
Меніски виконують важливу функцію в стабілізації та амортизації колінного суглоба. Задні роги меніска доповнюють функцію зв'язок у стабілізації колінного суглоба. 40–70 % осьового навантаження на колінний суглоб передається через меніски, які виконують функцію захисту суглобового хряща. Меніски на 40 % підвищують конгруентність контактуючих суглобових поверхонь та перерозподіляють синовіальну рідину по заворотах суглоба і доповнюють біомеханіку рухів коліна.
Кожен меніск має гострий вільний край, орієнтований у порожнину суглоба, та паракапсулярну широку частину, яка міцно зрощена з капсулою колінного суглоба. У кожному з менісків розрізняють передній ріг, тіло та задній ріг.

### Зони кровопостачання меніска

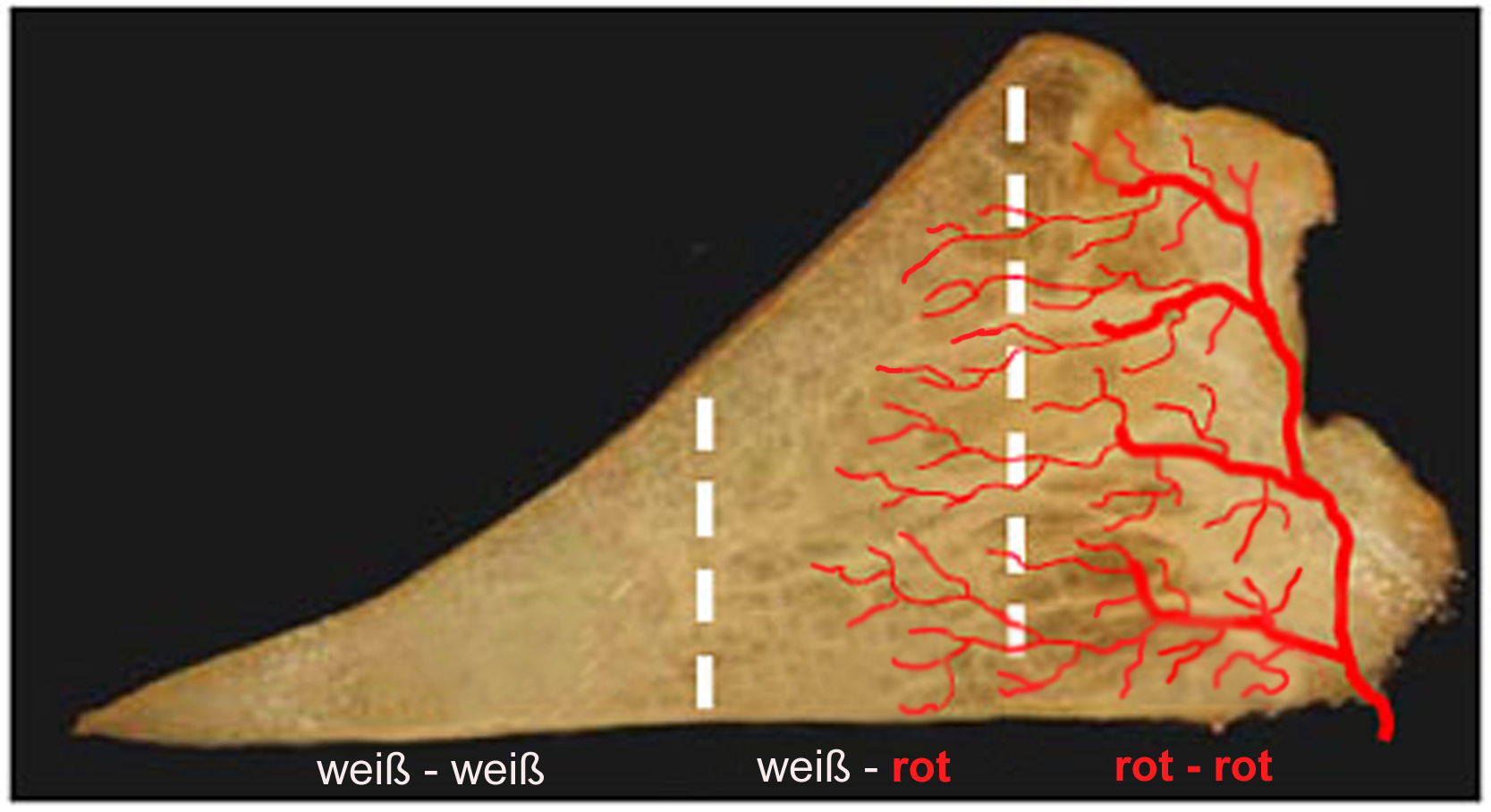
Зони кровопостачання меніска

В залежності від кровопостачання меніска за рахунок капілярів суглобової капсули колінного суглоба, меніск умовно поділяють на такі зони:
- «Червона» зона. Паракапсулярна частина меніска завширшки до 1 мм, яка має добре кровопостачання.[3]
- «Червоно-біла» зона. Частина меніска яка йде після червоної зони завширшки приблизно 1 мм. В ній капіляри є, але їх дуже мало.[3]
- «Біла» зона. Найбільша зоною меніска — майже 80 % ширини, або приблизно 8 мм в якій капіляри відсутні.[3]

Поділ на зони дуже важливий для оцінки репаративних можливостей при травматичному ушкодженні меніска — розірваний меніск у «червоній» або «червоно-білій» зонах може зростись. При розривах у «білій» зоні регенерація неможлива.

## Механізм пошкодження
У молодому віці пошкодження менісків частіше зустрічається під час занять активними видами спортом. У людей старшого віку через те, що меніски менш еластичні, вони можуть пошкоджуватись через дистрофічні зміні у суглобі (остеоартроз) та через дегенеративні змін безпосередньо у менісках. Ушкодження може виникнути при звичайних рухах у колінному суглобі (присідання та ін.). Частіше ушкоджується задній ріг меніска в зоні без кровопостачання. Часто пошкоджуються меніски на фоні хронічної нестабільності в колінному суглобі.
Механізм травми меніска комбінований — при екстремальному русі в суглобі меніск затискається між виростками стегна і гомілки та відривається від основної частини або місця фіксації або можливий варіант роздавлення. Частіше зустрічається ушкодження внутрішнього меніска (71 %), це пов'язано з його будовою та більшої фіксації до капсули суглоба. Латеральний меніск при травмах більш мобільніший тому ушкоджується рідше. Пошкодження менісків часто поєднується з пошкодженням зв'язок, хряща колінного суглоба. Медіальний меніск травмується у п'ять разів частіше, ніж латеральний меніск.
Ізольовані розриви меніска відбуваються внаслідок обертальних або зсувних сил, що поширюються на великогомілково-стегновий суглоб, особливо коли на меніски поширюється осьове навантаження — стоячи на колінах, навпочіпки, піднімаючи/переносячи велику вагу та дії, що вимагають швидкого прискорення/уповільнення, зміни напрямку та стрибків.

## Класифікація пошкодження

Види пошкодження менісків: а) Нормальний меніск; b) Вертикальний; с) «Ручка лійки»; d) Горизонтальний; е) Дегенеративне пошкодження

За характером пошкодження меніска, виділяють:
- Травматичне пошкодження;
- Дегенеративне пошкодження;

За локалізацією пошкодження:
- Передній ріг меніска;
- Тіло меніска;
- Задній ріг меніска;

За зоною розриву:
- Червона;
- Червоно-біла;
- Біла;

За видом пошкодження меніска та його орієнтації:
- Вертикальний;
- Горизонтальний;
- Радіальний;
- «Ручка лійки»;
- «Дзьоб папуги»;
- Клаптевий;
- Складні розриви (комбінація горизонтальних, поздовжніх або вертикальних розривів);[2]
- Розрив меніскового корінця;[4]

Найбільш типовими серед молодих пацієнтів є поздовжні вертикальні («ручка лійки») і радіальні розриви. Ці типи також зустрічаються одночасно з пошкодженнями зв'язок. Дегенеративні типи розривів, такі як горизонтальні та клаптеві, виявляють у старших вікових групах. Ці розриви зазвичай розташовані у задніх рогах менісків.
Новий тип розриву, відомий як розрив меніскового корінця, передбачає розрив у задньому корінці меніска. Вони виявляються як у латеральному, так і в медіальному менісках. Медіальні розриви є більш поширені, зустрічаються зазвичай серед людей середнього віку (> 50 років) і не є обов'язково пов'язані з травмою коліна. Розриви заднього корінця латерального меніска виникають під час травми колінного суглоба у молодих людей, найчастіше як поєднана травма разом із розривом передньої хрестоподібної зв'язки.
За часом пошкодження:
- Гостре ушкодження меніска (упродовж 1 тижня з моменту первинної травми);
- Підгостре — 7–21 день з моменту травми;
- Застаріле ушкодження (якщо з моменту первинної травми пройшло більше 3-х тижнів);

Визначення локалізації ушкодження та часу з моменту травми важливий з урахуванням можливості репарації ушкодженої частини меніска. Якщо має місце ушкодження в зоні з кровопостачанням (червона, червоно-біла), але з моменту травми пройшло більше тижня, то вірогідність зрощення ушкоджених частин незначна. Якщо з моменту травми пройшло більше місяця сподіватись на зрощення ушкоджених частин меніска немає сенсу.

## Симптоми
Симптоми гострого ушкодження меніска маскуються за загальними симптомами болю, набряку, та порушення функції колінного суглоба (рухів та опори). Якщо пошкодження виникає у «червоній» або «червоно-білій», можливе виникнення крововиливу у порожнину суглоба (гемартроз). Потрібно враховувати, що наявність гемартрозу може свідчити також про пошкодження передньої або задньої схрещеної зв'язки, остеохондральному переломі, розриві капсули або колатеральних зв'язок, вивиху надколінника.
«Блокада» колінного суглоба — достовірний симптомом пошкодження меніска на фоні типового механізму травми. Проявляється неможливістю повністю розігнути ногу в коліні (защемлення частини меніска між суглобовими поверхнями).

## Діагностика

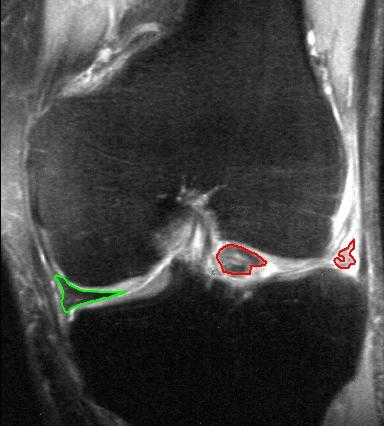
Розрив типу «ручка лійки» латерального меніска (червоний). Медіальний меніск інтактний (зелений). МРТ, корональна T2-зважена послідовність GRE

### Огляд
У віддаленому періоді після травми, коли зникли гострі явища больового синдрому та реактивні зміни тканин суглоба, інформативною вважається клінічна діагностика. Основним, але не обов'язковим симптомом є періодичні «блокади» в колінному суглобі з болем та неможливістю повністю розігнути ногу, що виникають при певних рухах (відбуваються рецидиви защемлення відірваної частини меніска між суглобовими поверхнями) або пацієнт відчуває, що «щось» заважає нормальному руху у коліні. При цьому «блокада» суглоба може усуватись самостійно — хворому достатньо тільки зігнути-розігнути коліно та «потрусити» ногою. Розрив меніска може давати приглушений удар у момент повного згинання і розгинання колінного суглоба.
Переломи дистального епіметафіза стегнової кістки у 8–12 % випадків супроводжуються пошкодженням менісків та зв'язкового апарату колінного суглоба.
У хворих із застарілими ушкодженнями менісків часто виникають синовіїти, що обмежують максимальну амплітуду рухів у суглобі.
Відчуття «тріску» з миттєвим випотом у коліні під час сильного удару або травми пов'язане з розривом ПКС із можливим пов'язаним розривом медіального меніска. Навпаки, випіт, який розвивається більш поступово протягом 24 годин, більше свідчить про ізольований розрив меніска.

### Клінічні тести для діагностики пошкодження менісків
- Симптом «сходів» В. П. Перельмана — хворим з пошкодженим меніском важко спускатися сходами.[3]
- Симптом Н. І. Байкова. Локальний біль при пасивному розгинанні у колінному суглобі.[3]
- Симптом Аплея[3] (тест Еплі[4]). Пацієнт лежить на животі, нога зігнута в коліні під кутом 90°. Лікар фіксує стегно та ротує гомілку з осьовим навантаженням.[3] Якщо тягнути ногу догори, тиск на меніск зменшиться, але це викличе напруження у зв'язках та можливий біль. Метою тесту є, перш за все, розрізнити ушкодження меніска та зв'язок.[4]
- Симптом Мак-Маррея[3] (тест МакМюррея[4]). Локальний біль, «клацання» з боку меніска при пасивному згинанні та розгинанні з внутрішньою ротацією гомілки та другим етапом із зовнішньою ротацією.[3]
- Симптом Штеймана. Пацієнт сидить, ноги звисають. Лікар виконує ротацію гомілки.[3]
- Тест Thessaly — це динамічне відтворення навантаження на суглоб у коліні, і теорія тесту полягає в тому, що коліно з розривом меніска викличе ті самі симптоми, про які повідомляв пацієнт. Пацієнт стоїть на одній нозі, а лікар підтримує пацієнта, тримаючи його за витягнуті руки. Потім пацієнт згинає коліно на 5° і обертає стегнову кістку на великогомілковій кістці медіально і латерально тричі, зберігаючи згинання на 5°. Спочатку перевіряють неушкоджену ногу, щоб пацієнт міг навчитися утримувати коліно в зігнутому положенні. Потім тест повторюють при згинанні під кутом 20°. Тест вважається позитивним на розрив меніска, якщо пацієнт відчуває дискомфорт у медіальній або латеральній лінії суглоба або відчуття блокування/защемлення в коліні.[5]

### Інструментальна діагностика
При всіх гострих травмах колінного суглоба (також і при пошкоджені менісків) проводиться наступна діагностика:
- Рентгенографія у двох проекціях. Меніск на рентгенограмах не візуалізується, бо це хрящова структура, однак можливо виключити переломи кісток, що утворюють колінний суглоб.[3]
- Соногографічне (ультразвукове) дослідження. Швидкий, зручний та неінвазивний метод, який має високу ефективність для виявлення патології синовіальної оболонки, позасуглобових зв'язок та менісків колінного суглоба, при цьому є можливість проводити динамічну візуалізацію їх при рухах. Але УЗ-картина розривів менісків та схрещених зв'язок колінних суглобів малоінформативна, оскільки лінія розриву не завжди помітна.[3]
- Магнітно-резонансна томографія. Має ексклюзивну чутливість до патології суглобового хряща, внутрішньосуглобових зв'язок, кістки. Більш інформативним є динамічне МРТ-дослідження, проте воно майже не використовується у повсякденній практиці.[3] МРТ є кращим методом діагностики гострих розривів меніска (розривів, які виникають внаслідок травми) через його високий рівень точності.[1] Встановлено, що МРТ-зображення є 93 % чутливим і 88 % специфічним для розривів медіального меніска, а також 79 % чутливим і 96 % специфічним для латерального меніска.[2]

### Класифікація пошкодження меніска Stoller
Ступінь ушкодження медіального та (або) латерального менісків колінного суглоба визначають на підставі даних магнітнорезонансної томографії та артроскопії за 4-ступеневою класифікацією Stoller.
| Ступінь                   | Характеристика |
| ------------------------- | --- |
| 0 ступінь (Stoller 0)     | трикутна структура меніска, відсутність магнітно-резонансного (МР) сигналу (нормальна артроскопічна та томографічна картина)                                                                     |
| I ступінь (Stoller І)     | точкове підвищення інтенсивності МР-сигналу без наявності зв'язку з поверхнею меніска (норма або муцинозна дегенерація під час артроскопії, артефіціальний феномен «чарівного кута» під час МРТ) |
| II ступінь (Stoller ІІ)   | лінійне підвищення інтенсивності МР-сигналу без наявності зв'язку з поверхнею меніска (поширена муцинозна дегенерація, надрив меніска за типом внутрішньої щілини)                               |
| III ступінь (Stoller ІІІ) | лінійне підвищення інтенсивності МР-сигналу, що має зв'язок з поверхнею меніска (розрив) |
| IIIa (Stoller ІІІа)       | залучення однієї поверхні меніска (артроскопічно надрив за типом клаптя) |
| IIIb (Stoller ІІІb)       | залучення обох (верхньої та нижньої) поверхонь меніска (трансхондріальний розрив за типом клаптя, або «ручки лійки», або радіальний розрив)                                                      |
| IV ступінь (Stoller IV)   | множинні ділянки підвищення інтенсивності МР-сигналу, деформація та фрагментація (складний, багатоплощиний розрив).                                                                              |

Для уточнення про ушкодження якої частини та якого саме меніска йде мова, перед цифрою, що позначає ступінь, установлювали латинські букви М чи L (ушкодження медіального або латерального меніска відповідно) та позначку ПР, Т або ЗР (передній ріг, тіло або задній ріг відповідно). Наприклад, складний багатоплощиний розрив тіла та заднього рогу медіального меніска позначається як: Stoller М4, Т, ЗР.

## Лікування

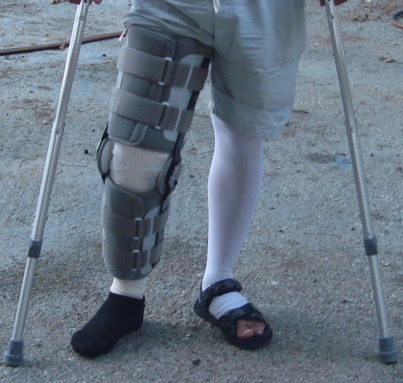
Іммобілізація ортезом при консервативному лікуванні або в після операційному періоді та розвантаження кінцівки за допомогою милиць

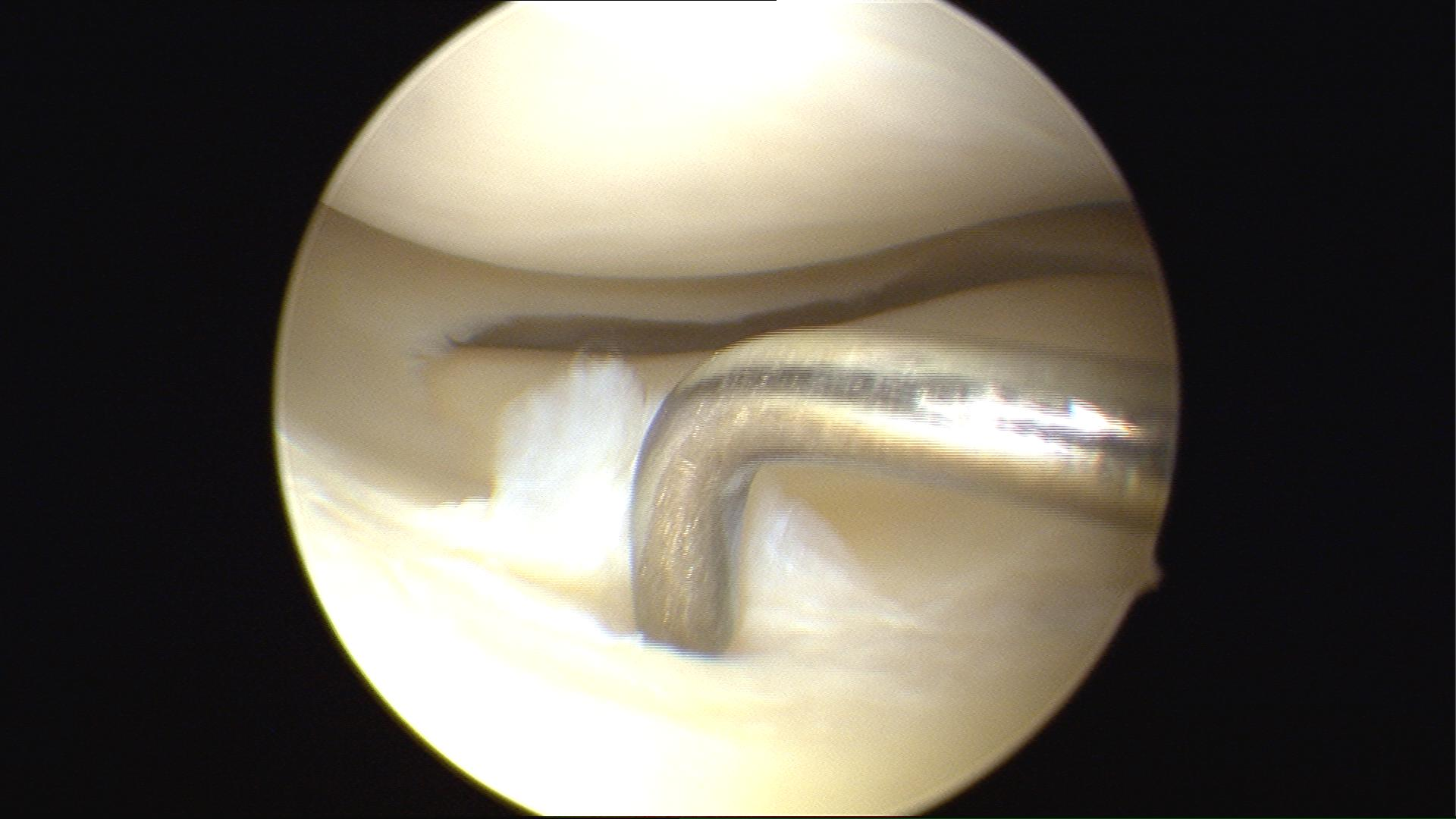
Артроскопія колінного суглоба. Латеральний меніск, розташований між стегновою (вгорі) і великогомілковою (внизу). Розрив переднього рогу (кінчик металевого інструменту-дражнилки).

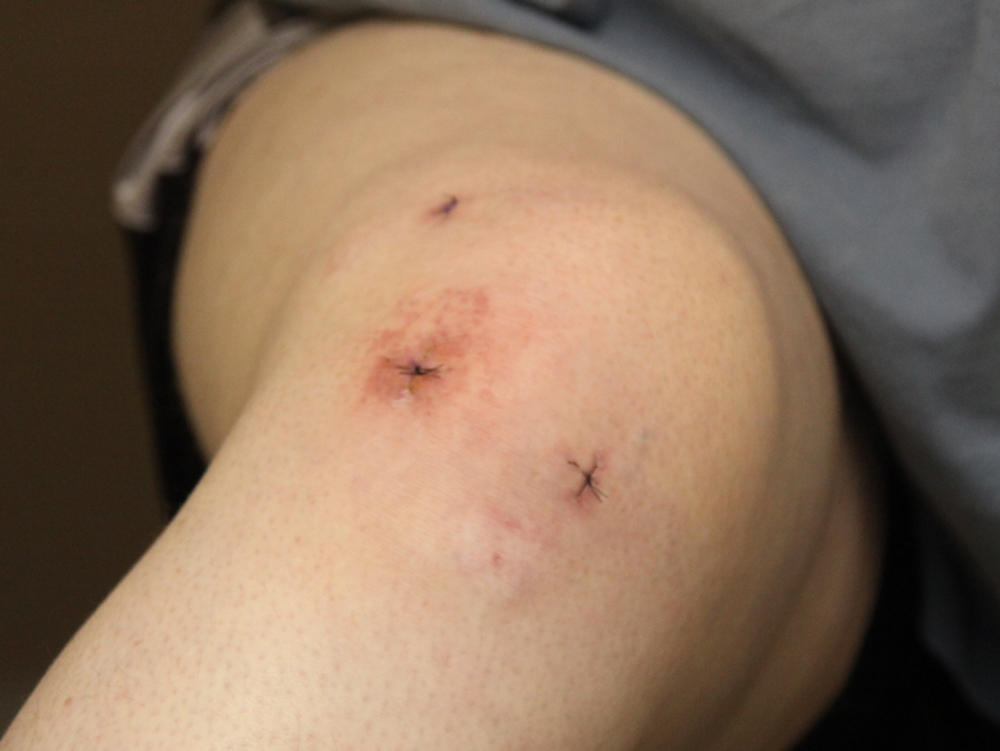
Вигляд післяопераційних ран після артроскопії колінного суглоба

### Догоспітальний етап
Надання медичної допомоги на догоспітальному етапі включає в себе іммобілізацію кінцівки спеціальними шинами з метою виключення рухів у суглобі, розвантаження кінцівки (милиці), знеболення.

### Консервативне лікування
При пошкодженнях меніску в «червоній» зоні (наявність гемартрозу та підтвердження МРТ дослідженням) можливо консервативне лікування, враховуючи вірогідність репарації в цій зоні. Проводять усунення блоку суглоба та гіпсову іммобілізацію (шину та ін.) на 4 тижні з розвантаженням кінцівки.

#### Техніка вправлення пошкодженого меніска
Із суглоба евакуюють внутрішньосуглобову рідину (кров при гемартрозі або синовіальну рідину при синовіїті), вводять до 50–60 мл 0,5 % розчину новокаїну. Через 15 хвилин при блокаді внутрішнього меніска зігнуте під прямим кутом коліно спочатку максимально відводять і в цьому положенні, підтримуючи абдукцію, проводять зовнішню і внутрішню ротацію гомілки. При максимальній внутрішній ротації і витягненні за гомілку зразу проводять її розгинання. Повне розгинання і неболючі рухи вказують на ліквідацію блокади.

### Оперативне лікування
Раніше, коли застосовували відкрите оперативне втручання, меніск видаляли повністю. Це призводило до розвитку передчасного остеоартрозу у всіх пацієнтів протягом 10 років. На сьогодні розриви меніска лікують ендоскопічно, намагаючись видалити потрібну частину, але водночас якомога менше тканини меніска. Меніск знову пришивають на місце у випадку, коли це можливо.
Оперативне лікування проводять методикою малоінвазивної артроскопічної технології хірургії колінного суглоба. Вона має ряд суттєвих переваг перед відкритими оперативними втручаннями.
Артроскопія колінного суглоба є однією з найбільш поширених хірургічних процедур. Під час цієї процедури хірург вводить мініатюрну камеру через невеликий розріз (портал) у коліні. Це забезпечує чіткий огляд внутрішньої сторони коліна. Потім хірург вставляє хірургічні інструменти через два або три інші маленькі портали, щоб видалити або відновити розрив меніска.
При пошкоджені в «червоній» зоні оперативне лікування на відміну від консервативного лікування має більше шансів на зрощення меніска. Накладають шов ушкодженої частини меніска до місця відриву, з наступною іммобілізацією колінного суглоба протягом 3 тижнів.
Якщо за даними МРТ має місце ушкодження меніска в «білій» зоні, то зрощення ушкодженої частини неможливе. У даному випадку оперативне лікування — видалення ушкодженої частини меніска.
При застарілих травматичних та дегенеративних пошкодженнях меніска показане оперативне лікування — видалення ушкодженої частини меніска (парціальна меніскектомія).
Якщо в колінному суглобі, крім дегенеративного розриву меніска, виявляються інші дегенеративні зміни, резекція меніска, очевидно, принесе дуже мало користі або взагалі не матиме переваг. Немає потреби у негайній ендоскопії, багатьом пацієнтам допомагає консервативне лікування.

### Реабілітація
Реабілітаційне лікування включає фізіотерапевтичні методи, ЛФК з метою зміцнення м'язів кінцівки. Працездатність відновлюється через 5–6 тижнів при відсутності інших ушкоджень в ділянці колінного суглоба.
Працездатність після артроскопії при застарілих ушкодженнях менісків відновлюється через 2–3 тижні, при артротомії — через 4–6 тижнів.

## Ускладнення
Якщо не провести своєчасного лікування в разі ушкодження меніска, то періодичні защемлення ушкодженої частини призводять до механічного руйнування суглобового хряща, який не має судин та можливостей до регенерації. Це, у свою чергу, веде до виникнення дегенеративних змін та розвитку остеоартрозу.